# Альтернативы маслу какао

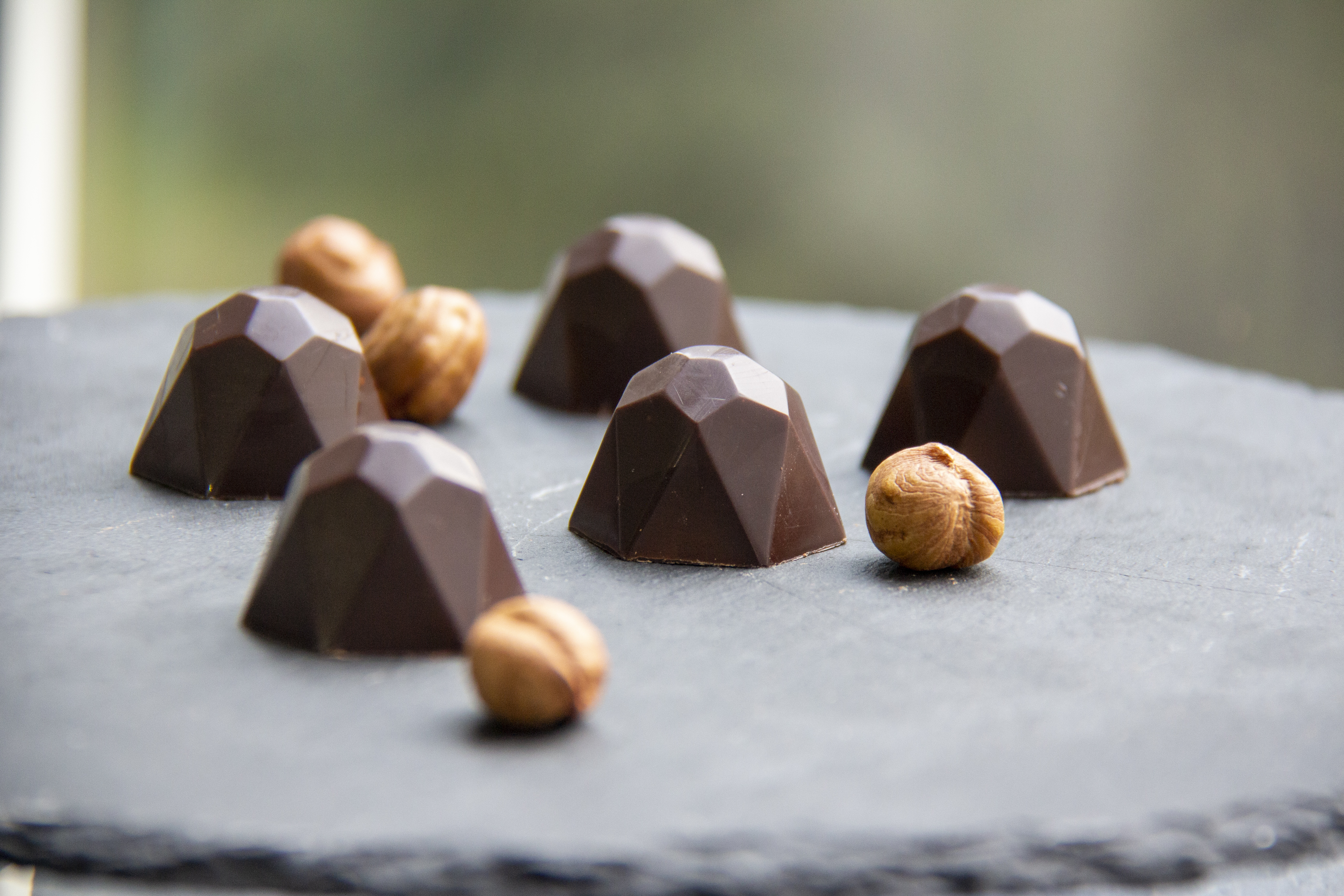
Конфеты в глазури, изготовленной на основе альтернатив масла какао

Альтернативы маслу какао — это твердые специализированные жиры, которые применяются для частичной или полной замены масла какао в рецептурах кондитерских изделий.
Использование альтернатив маслу какао позволяет снизить производственные затраты, сохранив характеристики и внешний вид продукта
.
Среди альтернатив маслу какао можно выделить три основные группы: эквиваленты масла какао, улучшители масла какао и заменители масла какао.

## История и предпосылки создания
Производство масла какао связано с рядом рисков. Прежде всего, урожаи растений какао уязвимы перед вредителями, а также сильно зависят от климатических условий. 
Основной предпосылкой к созданию альтернатив стала высокая стоимость сырья, которая и сейчас отличается постоянным ростом. В апреле 2024 года был зафиксирован исторический максимум стоимости какао-бобов, которая достигла 11 722 долларов за тонну.
В конце 19 века технический директор датской компании Aarhus Olіe доктор Хольст разработал первую альтернативу какао-маслу – заменитель какао-масла.
Он заметил схожесть свойств пальмоядрового масла и какао-масла и на его основе и разработал первый заменитель.
В СССР альтернативы маслу какао начали разрабатывать в 60-х годах 20 века и использовали, в частности для изготовления глазури.
После 1989 года в шоколад, согласно ГОСТу, стало можно добавлять до 5 % заменителей какао-масла.

## Типы альтернатив маслу какао

### Эквиваленты масла какао
Эквиваленты масла какао или СBE (англ. Cacao Butter Equivalents) – композиция из немодифицированных растительных масел и их фракций, имеющая близкий к какао маслу состав, физико-химические и технологические свойства и используемая в кондитерской промышленности для частичной замены масла какао.
Температура плавления какао-масла – 32–34 °C, что ниже температуры тела человека. Такое свойство обеспечивает таяние шоколада во рту и выделение характерного аромата.
Использование CBE позволяет достигнуть таких же органолептических показателей как при использовании масла какао. CBE разработан таким образом, что его триглицеридный состав близок к составу масла какао и содержит в основном симметричные 2-олеодинасыщенные триглицериды (POP, POS, SOS). Согласно ГОСТ Р 54054-2011, сумма этих триглицеридов должна быть не менее 50 %. Основными жирными кислотами, содержащимися в CBE, являются пальмитиновая кислота, стеариновая кислота и олеиновая кислота, как и в масле какао.
Также использование CBE позволяет снизить стоимость шоколадной продукции, увеличить срок хранения готовых кондитерских изделий, сохранить товарный вид изделий в течение большего времени (блеск, «шоколадный хруст»), стабилизировать шоколад, добиться стабильного вкуса и запаха. При использовании CBE не требуется изменение технологических параметров производства шоколадных изделий. Содержание трансжировв CBE – менее 2%.
Применение ЭМК
CBE используют в производстве шоколада, глазурей, в том числе шоколадной, конфетных масс, корпусов конфет. Глазурь на основе CBE получила название «суперглазурь» и обладает прочной структурой, что является несомненным преимуществом для глазирования кондитерских изделий (круассаны, вафли, рулеты, мармелад, печенье, зефир и т.д.).
Состав ЭМК
Основу ЭМК обычно составляют немодифицированные растительные масла: ши, пальмовое, иллипе, сал, кокум, из ядер манго.
Улучшители масла какао SOS-типа или CBI (англ. Сocoa butter improvers) имеют более высокое содержание твердых фракций, чем масло какао, что повышает содержание твердого жира в смеси. Их основным компонентом является 2-олеодистеарин (до 70 %).
Применение улучшителей масла какао SOS-типа
CBI также, как и CBE полностью совместим с маслом какао. Благодаря высокому содержанию твердого жира, CBI стабилизирует мягкое какао масло или продукт с высоким содержанием молочного жира, ореховых ядер.
Использование CBI не требует изменения технологических параметров при производстве шоколада – они такие же, как и на масле какао.
Среди особенностей CBI можно выделить следующие: использование CBI позволяет добиться повышения термостойкости шоколада, а также схожего с какао маслом профиля кристаллизации и расплава. Шоколад приобретает более твердую структуру, чем на какао масле. Кроме этого, CBI делает продукт устойчивым к жировому поседению и увеличивает срок годности готовой продукции.  Использование CBI имеет схожие требования к производству продуктов на основе какао (так же требует темперирования).
При производстве шоколада разрешается использовать, не изменяя минимального количества масла какао, до 5 % к общему весу шоколадной массы – эквиваленты масла какао и (или) улучшители масла какао SOS-типа.
Состав улучшителей масла какао SOS-типа
CBI производят из немодифицированных растительных масел – пальмового, ши, сал, иллипе,кокум, из ядер манго.
Необходимый состав жиров CBI достигается путем применения фракционирования.

### Заменители масла какао
Заменители масла какао (ЗМК) – подкатегория альтернатив маслу какао, представляющая собой композиции из немодифицированных и/или модифицированных растительных масел, используемые в кондитерской промышленности в качестве альтернативы маслу какао
Используются в производстве глазурей для глазирования вафель, тортов, рулетов, мармелада, печенья, зефира и других кондитерских изделий, также для отливки плиток и кондитерских фигурок. 
ЗМК отличаются повышенной термостойкостью и устойчивостью к жировому поседению, а также простотой обработки и разнообразием профилей плавления.

Применение ЗМК
Применение ЗМК стало одним из эффективных способов экономии дорогостоящего масла какао при производстве глазурей. Интерес кондитерской промышленности к заменителям масла какао объясняется не только доступностью и потенциальным снижением затрат, но и особыми свойствами этого ингредиента, позволяющими гибко разрабатывать фактуру конечного продукта.
В отличие от масла какао, большинство ЗМК не нуждается в темперировании – то есть в контроле температуры шоколада с постепенным охлаждением и нагреванием для получения устойчивой кристаллической формы. Это значительно упрощает технологический процесс и позволяет легче достигать таких важных характеристик, как текстура, блеск и ломкость. 
Состав ЗМК
Основу ЗМК обычно составляют модифицированные и/или немодифицированные растительные масла: пальмоядровое масло и его фракции, пальмовое масло и его фракции, подсолнечное масло, рапсовое масло, соевое масло, хлопковое масло и др. Компоненты, входящие в жировую композицию, могут различаться в зависимости от разновидности ЗМК.
Виды ЗМК
Заменители масла какао бывают четырех видов – CBS, CBR, CBE POP-типа и заменители масла какао смешанного типа. Они различаются по своему составу, необходимости в темперировании и совместимости с другими жирами.
Лауриновые нетемперируемые заменители или CBS (англ. Cocoa Butter Substitute).
CBS обычно представляют собой фракционированные и/или гидрогенизированные лауриновые жировые композиции с крутыми кривыми плавления, благодаря чему достигается сенсорное ощущение текстуры, похожей на масло какао. Такие заменители не нуждаются в темперировании. Хорошо подходят для изготовления глазури.
В качестве сырья для CBS используют лауриновые масла. Например, пальмоядровое или кокосовое в модифицированном виде. Согласно Техническому регламенту Таможенного союза (ТР ТС) 024/2011 содержание лауриновой жирной кислоты в таких ЗМК не менее 40 %.
Преимущества CBS заключаются в том, что они имеют схожую с маслом какао температуру плавления, быстро кристаллизуются в стабильную форму и придают хороший блеск готовым изделиям.
Но у этого вида заменителей есть и обратная сторона. Основной недостаток CBS в том, что он совместим с нелауриновыми жирами не более чем на 5 %. Использование CBS в количестве более 5 % вызывает эвтектику жировой смеси, что снижает температуру плавления глазури и приводит к резкому снижению твердости, следовательно, качество готового продукта ухудшается.
Нелауриновые нетемперируемые заменители или CBR (англ. Cocoa Butter Replacer)
CBR изготавливаются на основе модифицированных растительных масел, которые не содержат лауриновую кислоту. Подобно CBS не нуждаются в темперировании.
В качестве сырья для CBR обычно используются соевое, рапсовое, подсолнечное, пальмовое масла и др. Эти растительные масла подвергаются частичной гидрогенизации, что увеличивает твердую фазу жира.
В отличие от CBS их совместимость с нелауриновыми жирами составляет около 20 %. Это позволяет использовать в качестве дополнительного ингредиента тертый какао, в котором содержится больше масла какао, чем в какао-порошке. Благодаря этому свойству рецептуры кондитерских изделий, основанные на какао-порошке или на тертом какао, обычно разрабатываются с использованием CBR.
Глазури, изготовленные с применением CBR, и приготовленные из них смеси характеризуются меньшей ломкостью, чем изделия, полученные на основе масла какао или ЗМК лауринового типа.
Заменители масла какао POP-типа или CBE POP-типа (англ. Cocoa Butter Extender of POP-type, темперируемые ЗМК)
В качестве сырья для заменителей масла какао POP-типа используют модифицированные и немодифицированные масла и их фракции. Совместимость такого вида заменителей с маслом какао не менее 25%. Массовая доля лауриновой кислоты не более 1 %. Такой вид альтернатив масла какао может использоваться для улучшения свойств продуктов с высоким содержанием масла какао.
 Заменители масла какао смешанного типа 
Заменители масла какао смешанного типа представляют собой смеси модифицированных растительных масел не нуждающихся в темперировании. 
Органолептические свойства готовых продуктов приближены к свойствам продуктов на нелауриновых заменителях масла какао.
В качестве сырья для заменителей масла какао смешанного типа используют лауриновые и нелауриновые масла. Например, пальмоядровое и пальмовое в модифицированном виде. Cодержание лауриновой кислоты в таких СЗМК от 1 до 40 %.

## Влияние на здоровье
В состав некоторых типов ЗМК могут входить транс-изомеры жирных кислот, которые содержатся в частично гидрогенизированных растительных маслах.
Заинтересованность в отказе от трансжиров наблюдается с 2000 года, в том числе в кондитерской промышленности. Повышенный интерес к продуктам с низким содержанием транс-жирных кислот возник после ряда научных публикацией о влиянии трансжиров на риски сердечно-сосудистых заболеваний в 1990-х гг. Этот интерес находит свое отражение в общественном мнении и законодательстве. 
Существует исследование, изучающее влияние употребления лауриновых ЗМК на здоровье лабораторных крыс в сравнении с маслом какао. Результаты опытов не выявили значительных отклонений в весе и уровне холестерина испытуемых животных.

## Законодательное регулирование
Эквиваленты и улучшители масла какао регламентируются на территории РФ следующим документом – ГОСТ Р 54054-2011. «Эквиваленты масла какао и улучшители масла какао SOS-типа. Технические условия».
В России разновидности ЗМК определяются следующим документом – ТР ТС 024/2011 «Технический регламент на масложировую продукцию» (с изменениями на 23 апреля 2015 года). Там же регламентируются параметры безопасности заменителей масла какао, как и других видов масложировой продукции (например, спредов, маргаринов, майонезов и др.)
В отношении заменителей масла какао РОР-типа дополнительно действует Национальный стандарт РФ ГОСТ Р 54658-2011 «Заменители масла какао РОР-типа. Технические условия».
В настоящий момент проект изменений № 2 к Техническому регламенту Таможенного союза «Технический регламент на масложировую продукцию», в который включено установление нормирования по содержанию транс-изомеров жирных кислот не более 2 % для нелауриновых заменителей масла какао, прошел этап публичного обсуждения. После утверждения проекта нормирование по содержанию транс-изомеров жирных кислот для нелауриновых заменителей масла какао вступит в действие с 1 января 2026 года.
Основным документом, который устанавливает терминологию, классификацию, требования к составу, показателям безопасности и качества альтернатив масла какао является ТР ТС 024/2011 «Технический регламент на масложировую продукцию». 12 декабря 2023 года было принято изменение в Технический регламент, в котором появился новый вид ЗМК смешанного типа, а также установлено нормирование по содержанию трансизомеров жирных кислот не более 2 % для нелауриновых заменителей масла какао.